# آگواس کالینتس (آتشفشان)
آگواس کالینتس (به اسپانیایی: Volcán Aguas Calientes) یک کوه و آتشفشان در شیلی است که در ال لوآ واقع شده‌است. آگواس کالینتس ۵٬۹۲۴ متر بالاتر از سطح دریا واقع شده‌است.